# Lom nad Volčo
Lom nad Volčo je naselje u slovenskoj Općini Gorenjoj vasi - Poljane. Lom nad Volčo se nalazi u pokrajini Gorenjskoj i statističkoj regiji Gorenjskoj. 

## Stanovništvo
Prema popisu stanovništva iz 2002. godine naselje je imalo 42 stanovnika.